# Eva Nordland
Eva Nordland, född Bauge 3 januari 1921 i Bærum, död 19 oktober 2012, var en norsk professor i pedagogik, fackboksförfattare och fredsaktivist.
Eva Nordland var dotter till prästen Hans Bauge (1889–1967) och Ester Egede Nissen (1894–1992). Hon föddes i Bærum, men växte upp i Levanger och Bergen. Hon tog studentexamen (examen artium) från Sydneshaugen skule i Bergen och studerade sedan engelska, tyska och pedagogik vid universitetet i Oslo. Hon tog magisterexamen i pedagogik 1947 och blev Filosofie doktor 1955. 1957 blev hon lektor i pedagogik, docent 1963 och 1983-1991 var hon professor i pedagogik vid Pedagogisk forskingsinstitutt vid universitetet i Oslo. 1970-1972 var hon även professor i utvecklingspsykologi vid Aarhus universitet i Danmark. Hon var initiativtagare till och ledare för studierna i socialpedagogik vid universitetet i Oslo från 1973 och 1990 var hon en av initiativtagarna bakom upprättandet av Den sosialpedagogiske høgskolen i Sandnes.
Nordland var en framträdande personlighet inom den norska fredsrörelsen; Hon var bl.a. en av initiativtagarna bakom de många fredsmarscherna runt om i världen under 1980-talet (t.ex. Köpenhamn-Paris 1981 och Stockholm-Moskva/Minsk 1982). Hon var medstiftare till freds- och nedrustningsorganisationerna Nei til atomvåpen 1979 och Kvinner for fred 1980 samt ledare för Norges Fredslag 1986–2003. Hon ägnade sig även åt fredsarbete i östeuropeiska länder, i synnerhet Ryssland och Ukraina. För sitt fredsarbete mottog hon nordiska Kjetter-prisen 1992 och norska Zola-prisen 2000. Hon arbetade även med fredsfrågor på uppdrag av den norska regeringen, bl.a. som ledamot i Rådet for konflikt- og fredsforsking från 1964, 1966-1968 som ordförande.
Nordland hade även många andra förtroendeuppdrag; hon var bl.a. styrelseledamot i Norsk utviklingshjelp, ledare för Kringkastingsrådet (1955–1960), ledare för Lærerutdanningsrådet (1960–1969), ledamot i Folkeskolekomiteen av 1963 och ledare av den norska regeringens ungdomskommitté (1972-1976).
Hon var från 1944 gift med professor Odd Nordland (1919-1999).